# Подкопаи
Подкопа́и (укр. Підкопаї) — село,
Ордовский сельский совет,
Нововодолажский район,
Харьковская область.
Село снято с учёта в связи с депопуляцией населения после 1979 года.
На картах конца 1980-х годов обозначено как нежилое.

## Географическое положение
Село Подкопаи находилось в балке Котов Яр (Малый Джгун) недалеко от урочища Подкопаи.
В селе имеются несколько небольших прудов.
На расстоянии в 1,5 км ниже по течению ручья Котова расположено село Ордовка.

## История
- В середине 19 века на данном месте находились хутора Катаржевского (западнее) и Хоменков, Хоменков 1-й, 2-й, 3-й (восточнее)[2]
- В 1940 году, перед ВОВ, на хуторе Подкопай были 29 дворов, школа и две ветряные мельницы; к северу находился отдельный хутор Хоменки;[1] между Хоменками и Ордовкой был расположен совхоз.
- После ВОВ Хоменки были присоединены к Подкопаям.
- После 1977 года (до 1989) Подкопаи стали нежилым селом. На карте 1989 года н.п. подписан "нежилое".

## Происхождение названия
В некоторых документах село называют Подкопай.

## Достопримечательности
Братская могила советских воинов, погибших при освобождении села во время ВОВ.